# Las Virtudes (Villena)
Las Virtudes (en valencià: Les Virtuts, i coneguda popularment com La Verge) és una pedania del terme municipal de Villena, a la comarca de l'Alt Vinalopó (País Valencià). Dista d'uns 5 km de Villena (7 km pel camí tradicional que voreja l'antiga llacuna). El nucli va aparèixer al voltant del santuari de Nostra Senyora de les Virtuts, que es va començar a construir a final del segle xv, quan part de la població villenera va aplegar a aquest paratge tot fugint de la pesta. En l'actualitat és un dels llocs d'esbarjo més famosos del municipi, especialment actiu durant les festes de Moros i Cristians. L'any 2009, el poble tenia 237 habitants.

## Història

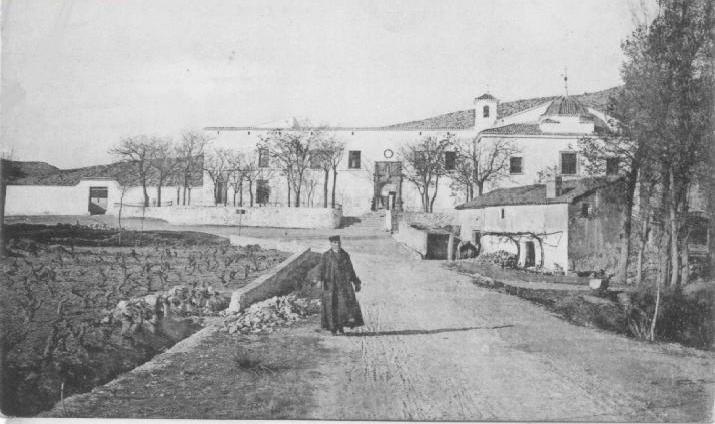
Vista del Santuari al voltant de 1910.

Segons la tradició, el 1474, els veïns de Villena van fugir a la Font del Xop durant una epidemaia de pesta, i allí van proclamar a Nostra Senyora de les Virtuts com a nova patrona i «advocada contra la pesta».
No obstant això, no hi ha constància històrica que aquesta data sigui la correcta, ja que la primera notícia que es té d'aquesta ermita és en una ordre dels Reis Catòlics datada el 30 de juliol de 1490 en la qual es conta que els veïns van fugir de nou allí a causa d'una altra epidèmia de pesta. Per tant, cal cercar una epidèmia de pesta que ocorregués prop de 1474 i abans de 1490, i n'hi ha constància d'una en 1476, coincidint amb la revolta contra el Marquès de Villena. Així s'explica que es triés una nova patrona en substitució de l'antiga, la Verge de les Neus, lligada als odiats marquesos de Villena.
Siga com fóra, l'ermita existia ja a la fi del segle xv, i al voltant es va desenvolupar el llogaret. El 25 de març de 1624 els habitants de Villena van fer el jurament de defensar, llegir, ensenyar i predicar la Immaculada Concepció. Va ser una de les primeres ciutats dels regnes ibèrics que ho va fer, i així s'avançava 230 anys a la definició oficial.
Des de principi de 1937, dins de la reforma republicana per a eliminar referències religioses o monàrquiques en els topònims, es va canviar el nom de Les Virtuts per Villa Progreso (‘Vila Progrés’, en valencià) i el de la Colònia de Santa Eulalia per Colònia de Lina Odena. A més, es van iniciar els projectes per a dur-hi la llum elèctrica. El nom original li va ser revertit a l'arribada del règim franquista, a l'abril de 1939.
La Verge de les Virtuts va ser coronada canònicament l'any 1923 i de nou el 1954. L'últim diumenge d'agost es trasllada l'efígie de la Verge en romiatge a la ciutat de Villena, acte que poden arribar a participar més de 25.000 persones de tota l'comarca. L'efigie roman allí fins al 9 de setembre, quan acaben les festes patronals de Moros i Cristians de Villena. Durant tots aquests dies, la pedania roman especialment activa.

## Transports
La carretera CV-812 connecta la pedania amb la carretera de Iecla (CV-81) permetent l'accés més ràpid des de Villena. També es pot accedir a través del camí vell, que envolta l'antiga llacuna.
El 2004 es va habilitar el tram de la Via Verda de la ''Chicharra'' entre la pedania i Villena, de manera que es pot arribar de manera segura (ja que en aquestes vies no es permet la circulació de vehicles), a peu o amb bicicleta seguint l'antic traçat del tren chicharra.

## Patrimoni

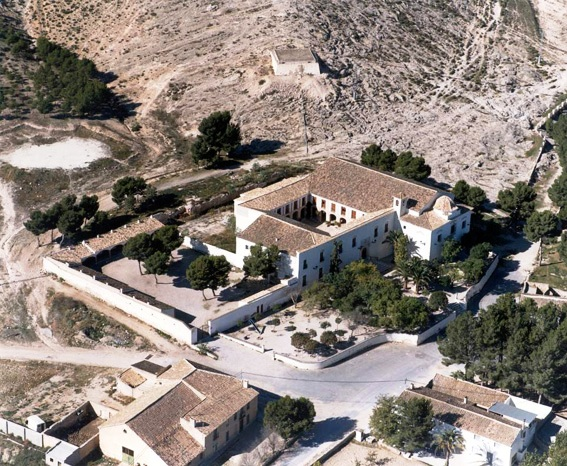
Santuari de Nostra Senyora de les Virtuts

- Santuari de Nostra Senyora de les Virtuts: És l'edifici més important de la pedania, al voltant del qual aquesta va créixer. Es va construir en tres etapes. De l'ermita primitiva del segle xv queden restes en la cripta, sota l'actual cambril, mentre que el conjunt actual és d'estil renaixentista. Destaca el claustre, que és senzill, amb arcs de mig punt rebaixats que es donen suport sobre pilars de maó. L'església, a la qual s'accedeix pel claustre, oferix un aspecte de l'últim gòtic. El cambril de la Verge de les Virtuts està decorat amb estucs i pintures barrocs del segle xviii. Va ser declarat Conjunt Històric el 1976.[5]
- La Rana: És un sortidor ornamental per a font, datat entre 1916 i 1917, que representa una granota asseguda sobre formacions de corall. Era al Parc de Ruperto Chapí de Villena fins a 1948, any que es va traslladar a l'esplanada del Santuari amb motiu del xxv aniversari de la Coronació de Verge de les Virtuts.[6]